# Klassisches Gymnasium Zagreb
Das Klassische Gymnasium (kroatisch Klasična gimnazija) ist ein Gymnasium in der kroatischen Hauptstadt Zagreb, Bezirk Donji Grad. Es wurde 1607 von den Jesuiten gegründet.
Heute zeichnet es eine Mischung von klassischem Profil mit Latein und Griechisch, das auch in der kommunistischen Phase bestanden hatte, sowie modernen Fächern aus. Das Motto lautet: Patria, Humanitas, Officium, Fides.

## Geschichte
Das Gymnasium wurde 1607 von den Jesuiten gegründet, die sich zuvor im Habsburgischen Kroatien (siehe Kroatien in der Donaumonarchie), dem späteren Königreich Kroatien und Slawonien, niedergelassen hatten. Der Unterricht fand auf der Grundlage der Ratio Studiorum, der maßgeblichen Anleitung jesuitischer Erziehung und Ausbildung weltweit, statt.
Das Gymnasium wurde auf Initiative des Stadtrats von Zagreb mit Zustimmung des kroatischen Parlaments und mit der Unterstützung des kroatischen Ban Ivan II. Drašković von Trakošćan in Betrieb genommen. Das erste Schuljahr wurde mit 260 eingeschriebenen Schülern durch Šimun Bratulić, Bischof von Zagreb, am 3. Juni 1607 eröffnet. Der Jesuit Ivan Žanić wurde sein erster Direktor. 1669 wurde ein philosophisch-theologischer Studienkurs als Oberbau hinzugefügt, worin auch der Beginn der Universität Zagreb gesehen wird.
Im Zweiten Weltkrieg hat die Ustascha in den Sommerferien 1942 hier über 1200 Zagreber Juden versammelt, um sie nach Auschwitz deportieren zu lassen.
Am 2. Juni 1995 schlug im Kroatischen Unabhängigkeitskrieg während des Zagreber Raketenbeschusses eine Rakete zur Schulzeit auf dem Schulhof ein.

## Prominente Alumni (Auswahl)
- Fran Krsto Frankopan (1643–1671), kroatischer Politiker und Schriftsteller
- Paul Ritter Vitezović (1652–1713), kroatischer Nationalschriftsteller
- Baltazar Adam Krčelić (1715–1778), kroatischer Historiker und Theologe
- Ivan Trnski (1819–1910), Dichter, Übersetzer und Geduldsspieler
- Mate Ujević (1901–1967), Schriftsteller
- Miroslav Krleža (1893–1981), Schriftsteller
- Milan von Šufflay (1879–1931), Historiker, Universitätsprofessor und Politiker
- Ljubomir Miletitsch (1863–1937), Sprachwissenschaftler, Ethnograph, Dialektologe, Historiker und Publizist
- Vladimir Prelog (1906–1998), Chemiker
- Marijan Hanžeković (1952–2018), Jurist, Geschäftsmann und Kunstsammler
- Ivan Slamnig (1930–2001), Dichter, Erzähler, Essayist und Übersetzer

## Einzelbelege
1. ↑  Ivo Goldstein, Slavko Goldstein: The Holocaust in Croatia. University of Pittsburgh Press, published, 2016, ISBN 978-0-8229-4451-5 (google.com [abgerufen am 24. Februar 2022]).